# Tarcísio Miranda
Tarcísio d'Almeida Miranda (Campos dos Goytacazes, 18 de fevereiro de 1884 — Rio de Janeiro, 1 de setembro de 1958), ou simplesmente Tarcísio Miranda, foi um fazendeiro, industrial e político brasileiro.

## Biografia
Filho de João Gregório Francisco de Miranda e Luísa de Almeida Costa. Durante o governo presidencial de Getúlio Vargas, entre os anos de 1943 e 1945, foi membro da Comissão Executiva do Instituto do Açúcar e do Álcool (IAA).Também foi Delegado de Polícia de sua cidade natal, Campos dos Goytacazes. Importante usineiro do setor sucroalcooleiro na região Norte Fluminense, pela qual lutava por um pacote de medidas para aumentar a competitividade e a capacidade de investimentos.
No ano de 1950 tornou-se vice-governador do antigo estado do Rio de Janeiro através da coligação entre o Partido Social Trabalhista (PST) e o Partido Trabalhista Brasileiro(PTB). Tomou posse no primeiro mês de 1951, juntamente com o governador eleito Ernâni do Amaral Peixoto. Interinamente tornou-se chefe do governo estadual, entre abril e maio de 1953, em decorrência da viagem do então governador aos Estados Unidos da América.
Na eleição realizada em outubro de 1954 elegeu-se senador pelo antigo estado do Rio de Janeiro para o período 1955-1963, na coligação feita entre o Partido Social Trabalhista (PST) e o Partido Social Democrático (PSD). Seu mandato foi ininterrompido com o seu falecimento no ano de 1958.